# فصیح‌الزمان شیرازی
سید محمد فسایی (۱۲۴۰ - ۱۳۲۴) ملقب به فصیح‌الزمان و متخلص به رضوانی شاعر، خطیب و واعظ اواخر دوره قاجار و بعد از آن بود.
سید محمد در سال ۱۲۴۰ شمسی در شهر فسا متولد شد. پدرش به سید ابوالقاسم فسائی شهرت داشت. او در ۱۶ سالگی به اصفهان رفت و دو سال در آن شهر به تحصیل مقدمات پرداخت. سپس به قم رفت و ده سال در این شهر به تکمیل علوم عقلی و نقلی مشغول بود. در بیست و هشت سالگی یا سی سالگی به تهران مهاجرت کرد و به وعظ و خطابه پرداخت.
در تهران او به دربار ناصرالدین شاه راه یافت و از او لقب «فصیح‌الزمان» دریافت کرد. هنگام قتل ناصرالدین شاه از ملازمین او بود و در آن محل حضور داشت و پس از آن واقعه در سال ۱۳۱۳ قمری برای تسلیت نزد ولیعهد مظفرالدین میرزا به تبریز رفت و همراه با وی به تهران برگشت و ملقب به «سلطان الواعظین» شد.
فصیح‌الزمان سال‌های متمادی در تهران منبر می‌رفت که بسیار با استقبال روبرو می‌شد و بسیاری از خواص و عوام برای شنیدن اشعار نغز و گفتار اثرگذارش پای وعظ او می‌نشستند.
فصیح‌الزمان فسایی در سال ۱۳۲۴ شمسی در تهران درگذشت. او در ابن بابویه دفن است.
دیوان اشعار او با نام «دیوان فصیح الزمان شیرازی (رضوانی)» مشتمل بر غزلیات، قصاید، قطعات و رباعیات و همچنین منتخبی از آن به نام «گلهای فصیح‌الزمان رضوانی» به کوشش سید هادی حایری در شیراز به چاپ رسیده‌است.

## نمونه اشعار
نمونه‌ای از اشعار او که بارها توسط خوانندگان مختلف دوره قاجار و معاصر از جمله محسن چاوشی در آهنگ چنگ از آلبوم بی‌نام خوانده شده است:
| همه هست آرزویم که ببینم از تو رویی      |  | چه زیان تو را که من هم برسم به آرزویی  |
| به کسی جمال خود را ننموده‌ای و بینم      |  | همه جا به هر زبانی، بوَد از تو گفتگویی  |
| غم و درد و رنج و محنت همه مستعد قتلم    |  | تو ببُر سر از تن من ببَر از میانه گویی   |
| به ره تو بس که نالم، ز غم تو بس که مویم |  | شده‌ام ز ناله، نالی، شده‌ام ز مویه، مویی |
| همه خوشدل اینکه مطرب بزند به تار، چنگی  |  | من از آن خوشم که چنگی بزنم به تار مویی |
| چه شود که راه یابد سوی آب، تشنه کامی    |  | چه شود که کام جوید ز لب تو، کامجویی    |
| شود این که از ترحم، دمی ای سحاب رحمت    |  | من خشک لب هم آخر ز تو تر کنم گلویی     |
| بشکست اگر دل من، به فدای چشم مستت       |  | سر خُمّ می سلامت، شکند اگر سبوئی         |
| همه موسم تفرج، به چمن روند و صحرا       |  | تو قدم به چشم من نِه، بنشین کنار جویی   |
| نه به باغ ره دهندم، که گلی به کام بویم  |  | نه دماغ اینکه از گل شنوم به کام، بویی  |
| بنموده تیره روزم، ستم سیاه چشمی         |  | بنموده مو سپیدم، صنم سپید رویی         |
| ز چه شیخ پاکدامن سوی مسجدم بخواند       |  | رخ شیخ و سجده گاهی، سر ما و خاک کویی   |
| نظری به سویِ «رضوانیِ» دردمندِ مسکین       |  | که به جز درت، امیدش نبود به هیچ سویی   |